# Oliveniet
Het mineraal oliveniet is een koper-arsenaat met de chemische formule Cu2AsO4(OH).

## Eigenschappen
Het vuilwitte, leverbruine, geelbruine, maar typisch olijfgroene oliveniet heeft een glas- tot vetglans, een geelgroene streepkleur en het mineraal kent een onduidelijke splijting volgens de kristalvlakken [110] en [010]. Het kristalstelsel is monoklien. Oliveniet heeft een gemiddelde dichtheid van 4,25, de hardheid is 3 en het mineraal is niet radioactief.

## Naam
De naam van het mineraal oliveniet is afgeleid van het Duitse Olivenerz, ("olijferts") vanwege de opvallend olijfkleurige tint.

## Voorkomen
De typelocatie van oliveniet is de Carharrack mijn, Gwennap, Cornwall, Engeland. Het mineraal wordt verder onder andere gevonden in de Majuba Hill mijn, Pershing County, Nevada, en in de Centennial Eureka mijn, Juab County, Utah, Verenigde Staten.